# 濯缨泉
36°40′2.20″N 117°1′3.87″E / 36.6672778°N 117.0177417°E

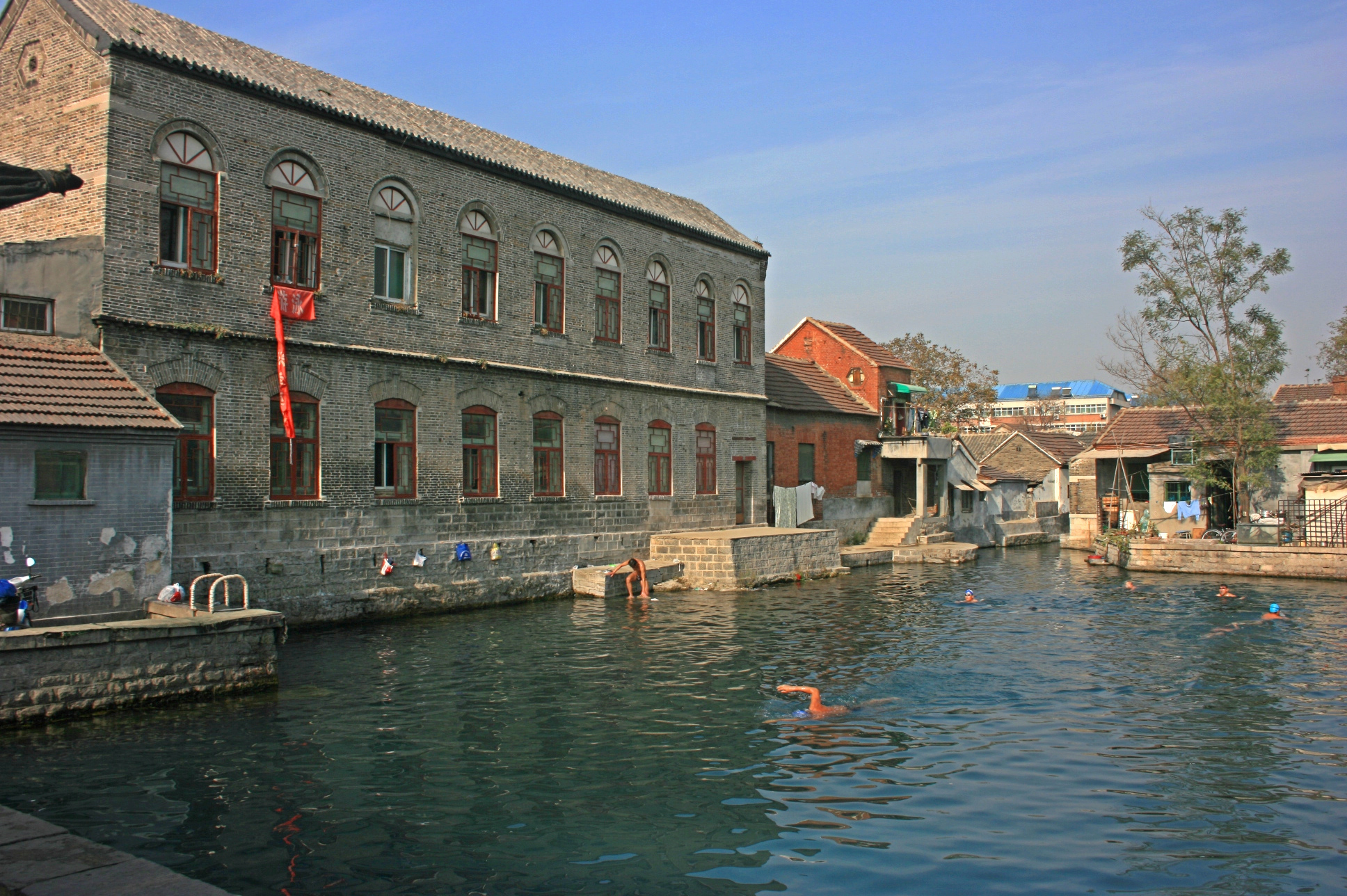
濯缨泉，西侧为近代建筑原兴亚饭店旧址

濯缨泉，俗称王府池子，位于山东省济南市历下区王府池子街中段路西，其泉名取自“沧浪之水清兮，可以濯我缨”（《孟子·离娄上》），又传南宋时济南守将关胜曾在此洗濯与金兵血战时枪缨所染污迹。该泉为金代《名泉碑》、明代晏璧《七十二泉诗》和清代郝植恭《七十二泉记》所著录的济南七十二名泉之一，亦列入2004年4月评选的新七十二名泉中，隶属珍珠泉泉群。
该泉古时面积很大，清代孔昭虔的《明湖櫂歌词》中称“水西桥外濯缨泉，日暖清秋放鸭天。薄暮采莲人不见，清风吹转渡头船”，在金元时期曾与珍珠泉相连，汇水成湖，湖面亦可荡舟。明成化二年（1466年）德王朱见潾在珍珠泉一带兴建王府，该泉亦被划入府院，因而俗称王府池子，清代在王府旧址上另建山东巡抚院署时又被划出墙外。
该泉池池岸由青石砌成，东西两岸均紧靠民居，长30米，宽19米，总面积达600平方米，包含数十处泉眼，盛水期水势旺盛，处处水涌若珠，水质纯净甘美。泉水汇集后沿西北的河道北流，过起凤桥，经百花洲最终注入大明湖。此泉地处居民区之内，附近居民曾经常以此水洗衣或下水游泳，现为保护水质而禁止。游客亦可免费参观游览，仅在泉边有一半人高护栏防止跌落而已。